# تپه قره‌بورنی
تپه قره بورنی مربوط به دوره ساسانیان - دوره اشکانیان است و در شهرستان گرمی، بخش مرکزی، دهستان اجارود غربی، روستای تکدام واقع شده و این اثر در تاریخ ۱۲ دی ۱۳۸۶ با شمارهٔ ثبت ۲۰۴۳۴ به‌عنوان یکی از آثار ملی ایران به ثبت رسیده است.